# Adama Darboe
Adama Kasper Darboe (* 26. April 1986 in Kopenhagen) ist ein dänischer Basketballspieler.

## Werdegang
Darboe spielte in der Jugend des Hørsholm Basketball Klub und ab 2002 in der Hørsholm 79ers genannten Herrenmannschaft in der höchsten dänischen Spielklasse, Basketligaen. Dort erhielt er bis 2006 Jahr für Jahr steigende Einsatzminuten und steigerte seine Punktausbeute in jeder Saison. Im Spieljahr 2005/06 kam er auf 16,7 Punkte je Begegnung. 2006 nahm er ein Angebot aus Island an und spielte bis 2008 für UMF Grindavík.
In der Saison 2008/09 war der Däne Mitglied des spanischen Drittligisten CB Huelva (31 Einsätze: 10,5 Punkte/Spiel). Er spielte hernach wieder in Hørsholm und wurde mit der Mannschaft in der dänischen Meisterschaft Dritter. Darboe führte Hørsholm dabei als bester Korbschütze (15,7 Punkte/Spiel) an. Mit den Svendborg Rabbits, die Darboe von 2010 bis 2013 verstärkte, wurde er dreimal dänischer Vizemeister sowie 2012 dänischer Pokalsieger. Mit 18,4 Punkten je Begegnung erreichte Darboe in der Saison 2012/13 seinen Höchstwert in der dänischen Liga und stand in diesem Spieljahr in der Korbjägerliste auf dem achten Rang. Des Weiteren war er 2012/13 im Schnitt für 5,4 Korbvorlagen pro Spiel verantwortlich, was ligaweit den drittbesten Wert bedeutete.
Der für seinen Verbesserungs- und Siegeswillen bekannte Darboe setzte seine Laufbahn in Schweden fort, spielte ein Jahr bei Jämtland Basket und überzeugte dort mit 14,9 Punkten je Begegnung. Die guten Leistungen veranlassten Jämtlands Ligakonkurrent Borås Basket, den Dänen im April 2014 zu verpflichten. Mit Borås trat Darboe auch im europäischen Vereinswettbewerb FIBA Europe Cup an. Nach der Saison 2015/16, in der er in der schwedischen Liga im Mittel 11,5 Punkte, 4,7 Rebounds sowie 4,1 Korbvorlagen erzielt hatte sowie zwölf Einsätze (10,6 Punkte, 4,6 Rebounds, 3,7 Korbvorlagen/Spiel) im FIBA Europe Cup verbucht hatte, nahm ihn 2016 die dänische Spitzenmannschaft Bakken Bears unter Vertrag. Mit Bakken wurde er von 2017 bis 2021 in jedem Spieljahr dänischer Meister sowie 2018, 2020 und 2021 ebenfalls Pokalsieger. Auf europäischer Ebene war Darboe mit der Mannschaft in den Wettbewerben Champions League und FIBA Europe Cup vertreten. Die besten Werte in der dänischen Liga während seiner Bakken-Zeit erreichte Darboe in der Saison 2019/20 mit 10 Punkten und 4,9 Korbvorlagen je Partie. Im Vorfeld der Saison 2020/21 einigte er sich mit dem belgischen Verein Spirou Charleroi auf einen Vertrag, der im Oktober 2020 aber aus familiären Gründen noch vor dem Saisonauftakt aufgehoben wurde. Darboe kehrte zu Bakken zurück.
Im September 2021 nahm Darboe ein Angebot des isländischen Erstligisten KR Reykjavík an. Für die Mannschaft erzielte er während der Saison 2021/22 durchschnittlich 16,9 Punkte und 6,7 Korbvorlagen je Begegnung, im Juli 2022 wurde er vom Ligakonkurrenten Stjarnan Körfubolti verpflichtet. 2023 wechselte er wieder zu KR Reykjavík. Darboe nahm im Sommer 2024 ein Angebot des Zweitligisten Ármann Reykjavík an.

### Nationalmannschaft
Mit der dänischen Nationalmannschaft war Darboe im November 2020 in der Ausscheidung für die Europameisterschaft innerhalb eines Wochenendes an Siegen gegen Litauen und Tschechien beteiligt, die als Sensationen eingestuft wurden.